# بورسيرة غلوكية
بورسيرة غلوكية (الاسم العلمي:Bursera glauca) هي نوع من النباتات تتبع جنس البورسيرة من الفصيلة البخورية. سمي هذا النوع نسبة إلى اللون الغلوكي.